# Julius Schwalbe
Julius Schwalbe (* 13. Juni 1863 in Nakel; † 17. Februar 1930 in Berlin) war ein deutscher Arzt (Innere Medizin).

## Leben
Schwalbe studierte Medizin in Berlin mit der Promotion 1886. Anschließend war er Krankenhausarzt, bis er 1890 eine eigene Praxis in Berlin eröffnete.

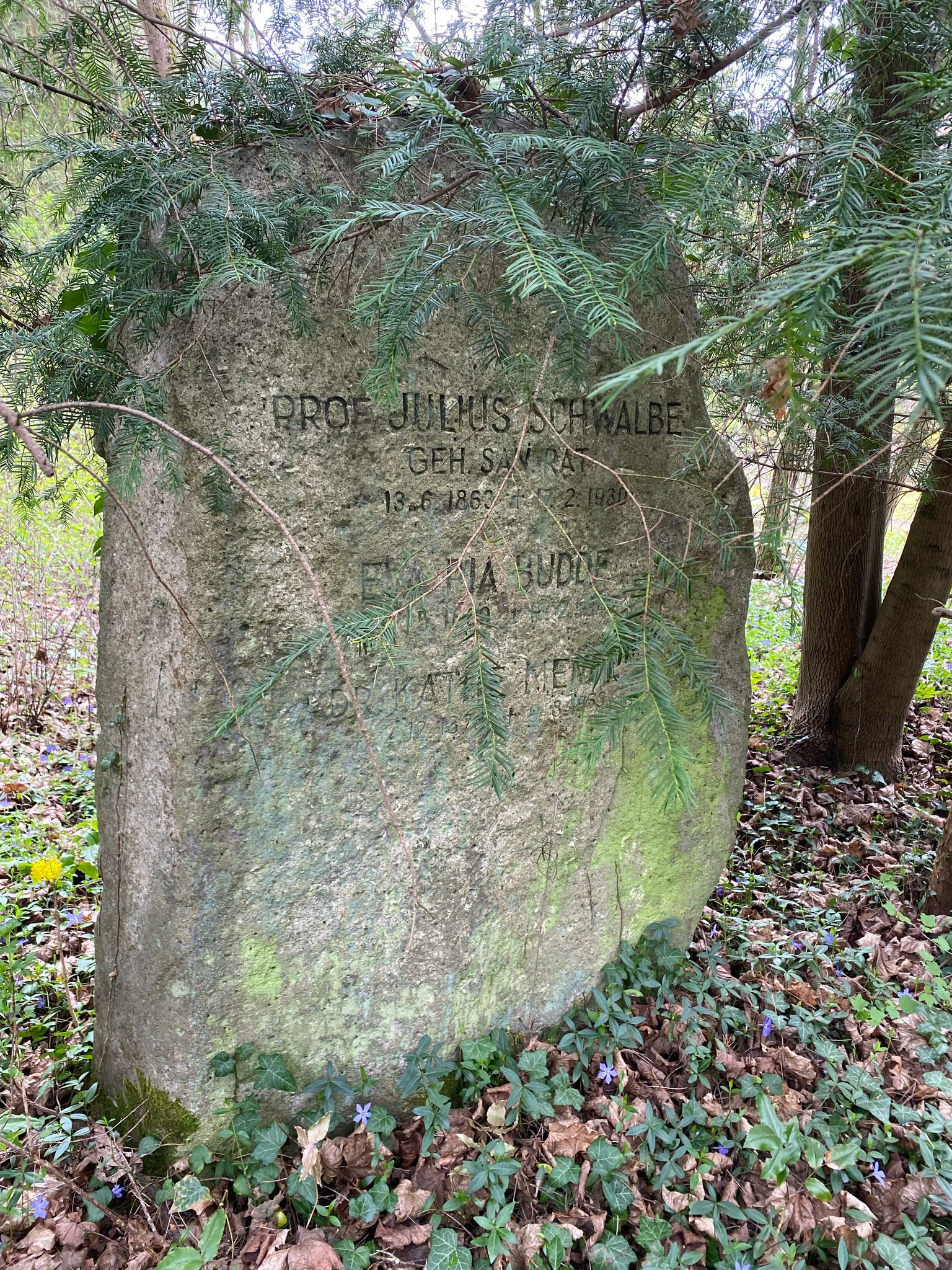
Grabstätte auf dem Südwestkirchhof Stahnsdorf

Ab 1894 war er mit Albert Eulenburg Schriftleiter der von Paul Börner begründeten Deutschen Medizinischen Wochenschrift, ab 1904 als alleiniger Schriftleiter. Er war Mitgründer der Zeitschriften La Medicina Germano-Hispano-Americana und Revista Medica Germano-Ibero-Americana.
Er war Mitarbeiter an der Real-Encyclopädie der gesammten Heilkunde und war als medizinischer Fachschriftsteller so bekannt, dass er 1902 einen Professorentitel erhielt. Er schrieb unter anderem den Nachruf auf Rudolf Virchow in der Deutschen Medizinischen Wochenschrift von 1902, veröffentlichte über das öffentliche Gesundheitswesen, Kurpfuscherei und Arzneimittelgesetzgebung.
Seine Tochter war die Psychoanalytikerin Adelheid Koch.
Julius Schwalbe wurde auf dem Südwestkirchhof Stahnsdorf beigesetzt. Die Grabstätte ist heute verwaist.  

## Schriften
- Virchow-Bibliographie 1843–1901. Reimer, Berlin 1901. (Digitalisat)
- Grundriß der speciellen Pathologie und Therapie. Enke, Stuttgart 1892 (3. Auflage 1904), Digitalisat.
- als Herausgeber mit Wilhelm Ebstein: Handbuch der praktischen Medizin, 5 Bände, Ferdinand Enke, Stuttgart 1898 bis 1901, 2. Auflage 1905 bis 1906 (Digitalisat der 1. Auflage).
- als Herausgeber: Lehrbuch der Greisenkrankheiten. Enke 1909.
- als Herausgeber: Diagnostische Technik für die ärztliche Praxis. Thieme 1923.
- als Herausgeber: Therapeutische Technik für die ärztliche Praxis. 2 Teile, Thieme 1906/07, 6. Auflage 1923.
- als Herausgeber: Behandlung akut bedrohlicher Erkrankungen. 2 Bände, Thieme, 1917, 1920.
- Über das medizinische Frauenstudium in Deutschland. Thieme 1918.
- Zur Neuordnung des medizinischen Studiums. Thieme 1918.
- Ärztliche Praxis im Auslande. Thieme, 3. Auflage 1922.
- Gesundheitliche Beratung vor der Eheschließung. Thieme 1927.

Er war Herausgeber der Reihe Diagnostische und therapeutische Irrtümer und deren Verhütung (Thieme).